# Ferchensee
Le Ferchensee est un lac dans le massif de Wetterstein, situé dans la commune de Bavière de Mittenwald.

## Géographie
Le lac se trouve au sud du Hoher Kranzberg. À environ 1 500 m à l'est se trouve le Lautersee, d'où on peut continuer jusqu'à Mittenwald par le Laintal. Le Schloss Elmau se situe à environ 3 km au nord-ouest du lac.
Le Ferchensee est alimenté par de petits ruisseaux de montagne. Le Ferchenbach sort du nord au nord-ouest. Le lac atteint des températures de plus de 20 °C en été. Il y a une auberge sur le rivage et un kiosque avec location de bateaux l'été.

## Histoire
Le 27 juin 2022, les épouses des dirigeants du Sommet du G7 de 2022 qui se tient au Schloss Elmau font de la marche nordique autour du Ferchensee.